# 津堅島訓練場
津堅島訓練場（つけんじまくんれんじょう、英語: Tsuken Jima Training Area）は、沖縄県うるま市津堅島の西側海岸に位置する長さ約2kmの訓練場であり、海兵隊による水陸両用の上陸訓練に使用される。

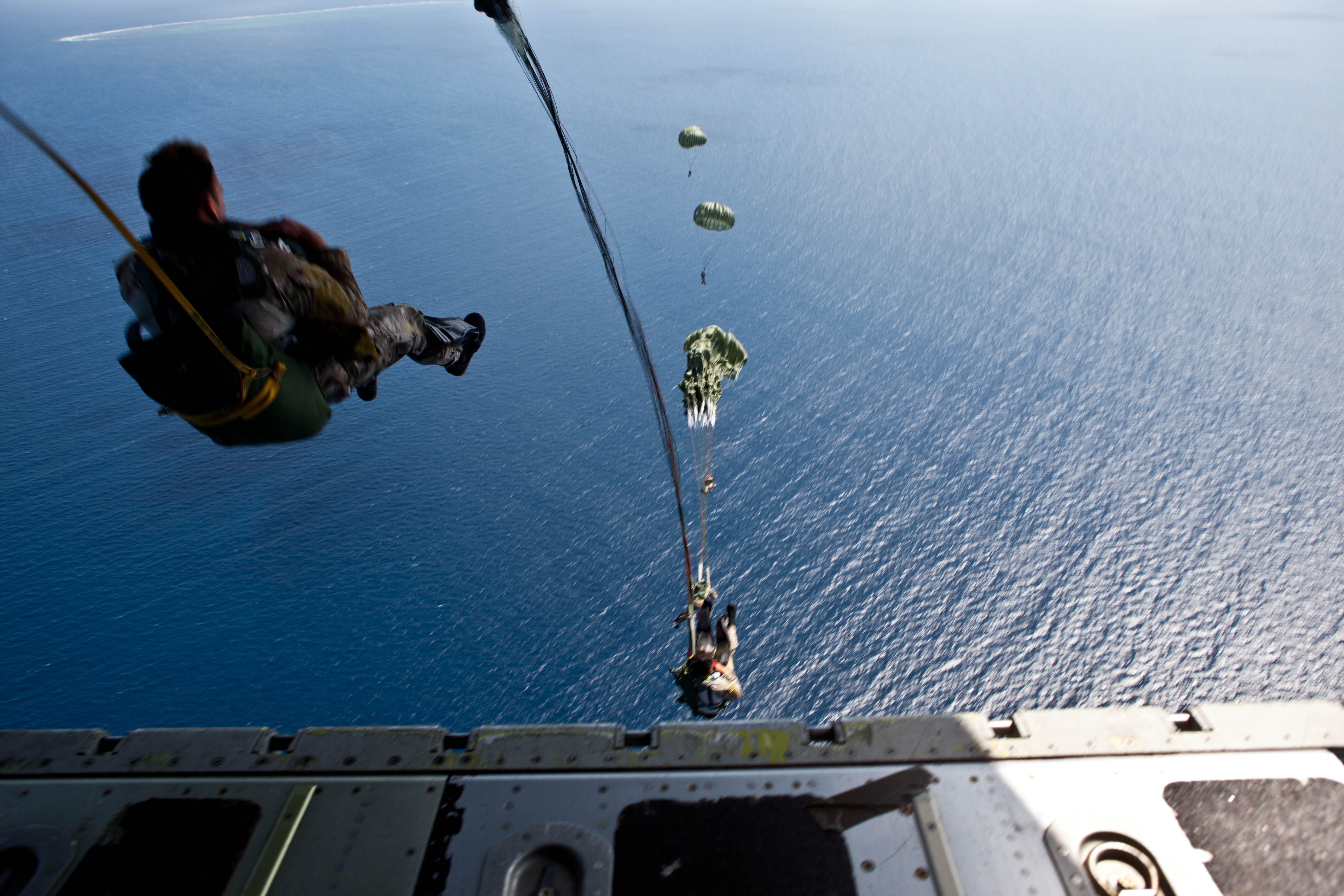
津堅島沖での自動索降下訓練 (米海兵隊)

## 概要
津堅島訓練場は、うるま市勝連津堅島の西の浜、約2キロメートルの海岸で、干潟を含む約6キロメートル沖合までが訓練水域とされ、米海兵隊による水陸両用の上陸訓練に使用されている。漁業または船舶の航行に制限はない。
- 場所：うるま市（勝連津堅）
- 施設面積：16,000m2
- 地主数：国有地
- 約24,300m2 (1972年5月) → 16,000m2 (2013年)
- 管理部隊名：海兵隊キャンプ・バトラー基地司令部
- 使用部隊名：海兵隊、空軍
- 使用主目的：訓練場[1]

## 歴史
- 1941年夏、日本軍が陣地構築し約160名の守備隊を置く[2]。
- 1945年2月10日、三度にわたる島民を巻き込んだ津堅島の戦いで米軍に占領され、以降、米軍のリクリエーション施設として使用されるようになる。
- 1959年3月27日、訓練地として使用開始。
- 1997年12月18日、日常的に定期船や漁船等が航行する水域 (津堅島訓練場水域内)で、空軍と陸軍によるパラシュート降下訓練が実施されるようになる[3]。1997年から2016年までの20年間に同水域で確認された降下訓練は合計7回[4]。

2017年以降、パラシュート降下訓練は少なくとも年間9回と急増。訓練が常態化し、もずくの収穫船や漁船や定期船が往来する海域で、眼下に漁船があっても降下訓練が行われていることに地元の不安が高まっている。うるま市は降下訓練の中止を求めている。